# Brauburger
 (novembre 2024).
Brauburger est une marque de bière allemande d'entrée de gamme, vendue dans un format boîte de 50cl. C'est une bière blonde à 4,5° ou 8° d'alcool.
D'abord brassée à Ottweiler en Sarre par Karlsberg, elle est vendue en Europe à un prix très bas, et est ainsi généralement la bière la moins chère dans les épiceries. 